# 小山貴稀
小山 貴稀（こやま たかき、1997年11月23日 - ）は、日本の元男子バレーボール選手である。

## 来歴
兵庫県豊岡市出身。中学1年生の時に、顧問に誘われてバレーボールを始める。
2013年、尼崎市立尼崎高等学校に進学。2014年、U18日本代表としてアジアユース選手権に出場し、チームの準優勝に貢献。2015年、U19日本代表として、世界ユース選手権に出場。
2016年、大阪産業大学に進学。同年、U20日本代表としてアジアジュニア選手権に出場。2017年、U21日本代表として世界ジュニア選手権に出場。
2020年、ウルフドッグス名古屋に入団。
2025年3月、2024-25シーズン限りでの現役引退が発表された。6月24日に引退選手として公示。

## 人物
2024年に元デンソーエアリービーズの石橋桃子と結婚した。

## 球歴
- U21日本代表
  - 世界ジュニア選手権 - 2017年
- U20日本代表
  - アジアジュニア選手権 - 2016年
- U19日本代表
  - 世界ユース選手権 - 2015年
- U18日本代表
  - アジアユース選手権 - 2014年

## 所属チーム
- 尼崎市立尼崎高等学校（2013-2016年）
- 大阪産業大学 （2016-2020年）
- ウルフドッグス名古屋（2020-2025年）